# Thobias Fäldt
Thobias Johan Kenneth Källström-Fäldt, född 9 juli 1978 i Gävle, är en svensk fotograf. 
Han vann Scanpix stora fotopris 2006 för sitt projekt Year one. År 2012 vann Fäldt (KK+TF) för andra gången Scanpix stora fotopris för projektet Wikiland, och blev därmed den första fotograf att ha vunnit priset två gånger . Fäldt har publicerat tio böcker och medverkat i ett 100-tal utställningar internationellt och i Sverige. 
Under artistnamnet KK+TF samarbetar Fäldt med sin hustru konstnären Klara Källström.

## Priser och utmärkelser
- 2016 Svenska Fotobokspriset[8] (nominerad) för Village
- 2014 Dokumentärfotopriset[9], Arbetets Museum i Norrköping
- 2014 Svenska Fotobokspriset[8] (nominerad) för Europe, Greece, Athens, Acropolis
- 2012 Scanpix stora fotopris[10] för projektet Wikiland
- 2006 Scanpix stora fotopris för projektet Year One